# Biogeocenóza
Biogeocenóza je prostorově vymezený suchozemský ekosystém, tj. společenství rostlinných a živočišných organismů, které jsou ve vzájemných vztazích s neživými složkami prostředí na určitém místě zemského povrchu.